# O Rebelde Desconhecido
O Rebelde Desconhecido, também conhecido como O Homem dos Tanques, é como ficou conhecido o misterioso homem que ganhou fama em todo o mundo como figura heroica após ser filmado e fotografado durante os protestos na Praça da Paz Celestial em Pequim, em 5 de junho de 1989. Várias fotografias foram tiradas do homem, que ficou em pé em frente a uma coluna de tanques chineses Type 59, forçando-os a parar.

## Versões fotográficas
Quatro fotógrafos conseguiram capturar o evento e publicá-lo. Em 4 de junho de 2009 – por ocasião do vigésimo aniversário do evento –, um outro fotógrafo divulgou uma fotografia de um ângulo inédito, tirada rente ao solo, apenas a alguns metros de distância do homem.
A cobertura mais ampla do evento e uma das fotos mais conhecidas do evento que apareceu nas revistas Time e Life, foi documentada por Stuart Franklin. Ele estava na mesma varanda que Charlie Cole, e seu rolo de filme foi contrabandeado para fora do país por um estudante francês, escondido em uma caixa de chá.
Uma das fotos mais reproduzidas foi a tirada por Jeff Widener da Associated Press, da sacada do Beijing Hotel, a cerca de 800 metros da cena. Widener estava machucado e gripado na ocasião. Embora ele tivesse achado que suas fotografias não tivessem sido boas, as imagens foram rapidamente reproduzidas pelo mundo.
Outra versão foi fotografada por Stuart Franklin da Magnum Photos, do quinto andar do Beijing Hotel. Ele tinha um ângulo de visão mais aberto que Widener, mostrando mais tanques à distância. Ele estava na mesma sacada que Charlie Cole, e traficou o filme fotográfico para fora da China numa caixa de chá com um estudante francês.
Charlie Cole, trabalhando para a Newsweek, escondeu o filme contendo a foto do homem dos tanques num banheiro do Beijing Hotel, sacrificando um rolo de filme novo e imagens de protestantes após o Serviço Secreto Chinês invadir seu quarto e forçá-lo a assinar uma confissão. Cole conseguiu resgatar seu rolo de filme do banheiro e o enviou à Newsweek. A foto apareceu na matéria 100 Fotografias que Mudaram o Mundo, da revista Life, em 2003.
Arthur Tsang Hin Wah da Reuters tirou várias fotografias, mas apenas uma foto do homem subindo no tanque foi escolhida de sua pilha de fotos.
Em 4 de junho de 2009, em conexão com o vigésimo aniversário dos protestos, o repórter Terril Jones divulgou uma fotografia nunca antes vista que ele tinha tirado na altura de um ângulo rente ao solo. Jones escreveu que nem sabia que tinha tirado a imagem até um mês depois do ocorrido, ao imprimir suas fotos.
Variações da cena também foram gravadas pelos membros da equipe da BBC e transmitidas ao redor do mundo.
Uma testemunha contou ter visto os tanques chineses pouco tempo antes, no dia 4 de junho, esmagarem veículos e pessoas que estavam pelo caminho, exatamente no dia anterior ao homem se posicionar em frente à coluna de tanques.

## Impacto
As fotos e a filmagem do homem se posicionando em pé, parado e sozinho em frente à coluna de tanques alcançou audiência internacional quase instantaneamente. Foi capa dos principais jornais e revistas e a principal matéria de incontáveis jornais ao redor do mundo. Em Abril de 1998, a revista Time incluiu "O Rebelde Desconhecido" na lista das 100 pessoas mais influentes do século.

## Por trás da imagem

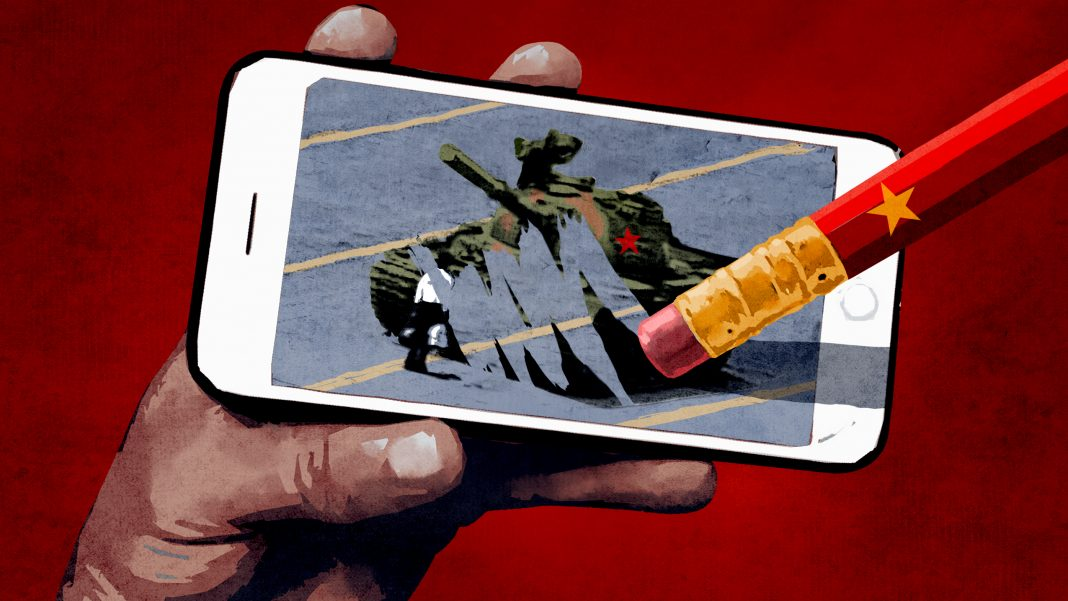
O Homem dos Tanques é um tabu na Internet chinesa.

O incidente ocorreu próximo à Praça da Paz Celestial, na avenida Chang'an (Avenida da Paz Longa), que corta a Cidade Proibida, em Pequim, de leste a oeste, na data de 5 de junho de 1989, um dia após o governo chinês reprimir violentamente os protestos de Tiananmen.
O homem colocou-se de pé no meio da rua enquanto os tanques se aproximavam. Ele segurava duas sacolas, uma em cada mão. À medida que os tanques paravam, o homem parecia tentar mandá-los embora. Em resposta, o tanque da frente tentou desviar do homem, que repetidamente se colocou em frente ao tanque, num exemplo de não-violência. Após bloquear os tanques, o homem escalou até o topo do tanque da frente e conversou com o piloto. A filmagem mostra duas pessoas vestidas de azul levando o homem embora e sumindo na multidão; os tanques então prosseguiram seu caminho. A testemunha Charlie Cole acredita que o homem foi levado pela polícia secreta e foi um dos muitos executados, uma vez que o governo chinês nunca foi capaz de identificá-lo após as fotos tornarem-se públicas.

## Identidade e destino
Quase nada se sabe a respeito da identidade do homem ou do comandante do tanque. Pouco depois do incidente, o tabloide britânico Sunday Express afirmou ser "Wang Weilin" (王维林) seu nome, um estudante de 19 anos que foi posteriormente preso por "agitação política" e "tentativa de subversão de membros do Exército"; entretanto, a veracidade desta afirmação é questionável. Numerosos rumores se espalharam acerca da identidade do homem e de suas intenções, mas nenhuma delas pôde ser definitivamente provada.
Existem várias histórias conflitantes sobre o que aconteceu com o homem. Num discurso do President's Club em 1999, Bruce Herschensohn, ex-assistente do presidente Richard Nixon, afirmou que o homem foi executado 14 dias depois; outras fontes dizem que ele foi morto pelo pelotão de fuzilamento poucos meses depois dos protestos de Tiananmen. No livro Red China Blues: My Long March from Mao to Now, a jornalista Jan Wong diz que o homem ainda está vivo e escondido no interior da China. Segundo informações obtidas por ela própria, o governo chinês buscava informações sobre o rebelde ainda um ano depois das manifestações de Tienanmen.
O governo da República Popular da China fez poucas afirmações a respeito do incidente e das pessoas envolvidas. Numa entrevista de 1990 a Barbara Walters, Jiang Zemin, então Secretário-Geral do Partido Comunista da China e posteriormente presidente do país, foi questionado sobre o destino do homem. O líder chinês primeiro disse (através de um intérprete): "não posso confirmar se este jovem que você mencionou foi preso ou não". Jiang depois falou em inglês, "I think never killed" [sic] ("eu acho que nunca matou"). Um artigo de Junho de 2006 do Apple Daily de Hong Kong afirmou que há rumores de que o homem está vivo e residindo em Taiwan.